# Hugo Montenegro
Hugo Mario Montenegro (Nova Iorque, 2 de setembro de 1925 - Palm Springs, 6 de fevereiro de 1981) foi um maestro, compositor e diretor musical de cinema estadunidense, mais conhecido pela música da série Jeannie é um Gênio e de filmes de faroeste, inclusive uma versão cover do tema principal de The Good, the Bad and the Ugly (1966).
De origem italiana, Montenegro morreu de enfisema, doença que o fez afastar-se do trabalho no final da década de 1970.

## Discografia
Fonte:
- Loves Of My Life – Vik Records (RCA Victor) – 1957
- The 20th Century Strings Arranged And Conducted By Hugo Montenegro - Relax With Strings Again – 20th Century Fox Records – 1960
- The 20th Century Strings Volume 1 – 20th Fox – 1960
- Cha Chas For Dancing – Time Records – Series 2000 – 1960
- Bongos and Brass – Time Records – 1960
- Montenegro Plays Dixie – 20th Fox – 1961
- Boogie Woogie + Bongos – Time Records – Series 2000 – 1961
- Great Songs From Motion Pictures Vol. 2 (1938–1944) – Time Records (3) – S/2045 – 1961
- Great Songs From Motion Pictures Vol. 3 (1945–1960) – Time Records (3) – S/2046 – 1961
- Hugo Montenegro In Italy – Oriole – OTS 2040 – 1962
- Espanha! – Time Records – 1963
- Overture–American Musical Theatre Vol. 2 – Time-52036/S-2036 – 196?
- Overture–American Musical Theatre Vol. 4 – Time-S/2038 – 1953-1960
- Russian Grandeur LP - RCA Victor - 1964
- Lush and Lovely Movietone - 1965
- Original Music From The Man From U.N.C.L.E. – RCA Victor LSP-3475 – 1965
- Come Spy with Me - RCA Victor LSP-3540 - 1966
- More Music From The Man From U.N.C.L.E. – RCA Victor LSP-3574 – 1966
- Music From Camelot – Mainstream Records	S/6101 – 1967
- Hurry Sundown (Original Soundtrack) – RCA Victor – LSO 1133 – 1967
- Montenegro Brand - 20th Century Fox Records 1967
- Music From A Fistful Of Dollars, For A Few Dollars More & The Good, The Bad And The Ugly – RCA Victor LSP-3927 – 1968
- Lady In Cement (Original Motion Picture Soundtrack Album) – 20th Century Fox Records S4204 – 1968
- Magnificent Hugo Montenegro – Pickwick – SPC-3190 – 1968
- Music From The Good, The Bad and The Ugly – RCA Victor-LPM/LSP-3927 – 1968
- Hang 'Em High – RCA Victor-LPM/LSP-4022 – 1968
- Moog Power – RCA LSP-4170 – 1969
- Good Vibrations – RCA Victor-LSP-4104 – 1969
- Colours of Love – RCA Victor–LSP-4273 – 1970
- Hugo Montenegro's Dawn of Dylan – GWP Records–ST-2003–1970 Stereo
- This Is Hugo Montenegro – RCA Victor-VPS-6036 – 1971
- People... One To One – RCA Victor – LSP-4537 – 1971
- Mammy Blue – RCA – LSP-4631 – 1971
- Love Theme From The Godfather – RCA APD1-0001 – 1972
- Neil's Diamonds – RCA	APS1-0132 – 1973
- Scenes & Themes – RCA – APD1-0025 – 1973
- Hugo Montenegro Plays A Neil Diamond Songbook – RCA Victor – APD!-0132 – 1973
- Hugo In Wonder-Land – RCA APD1-0413 – 1974
- Others By Brothers – APL1-0784	US – 1975
- Movie scored, The Farmer, estrelado por Gary Conway e Angel Tompkins, 1975
- Rocket Man (A Tribute To Elton John) – RCA Victor APL1-1024 – 1975
- Big Band Boogie – Bainbridge Records – BT 1009 – 1980

## Lançamentos digitais
Fonte:
- Moog Power – BMG Music (Espanha) – 1998
- Mammy Blue – BMG Music (Espanha) – 1999
- Love Theme From The Godfather – BMG Music (Espanha) – 1999
- Hugo In Wonder-Land – BMG Music (Espanha) – 2000
- Neil's Diamonds Fashioned By Hugo Montenegro – BMG Music (Espanha) – 2002
- Colours Of Love – Sony BMG Music Entertainment (Philippines) – 2008
- Boogie Woogie Bongos – Smith & Co – 2012
- Cha Chas For Dancing – Time Records – Series 2000 – 2014